# Promachus hypocaustus
Promachus hypocaustus là một loài ruồi trong họ Asilidae. Promachus hypocaustus được Oldroyd miêu tả năm 1972. Loài này phân bố ở miền Ấn Độ - Mã Lai.